# Baron Mendip

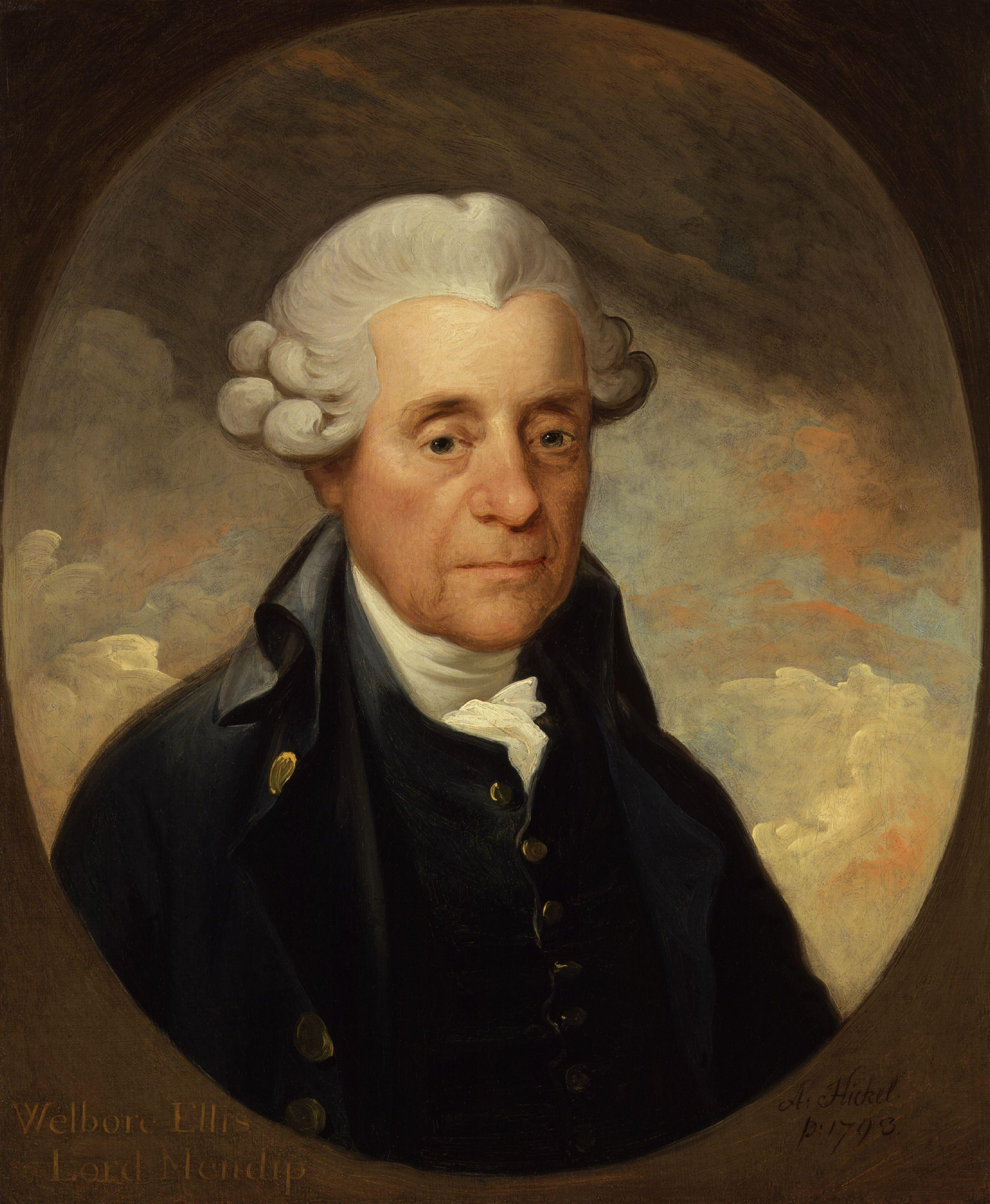
Welbore Ellis, 1. Baron Mendip

Baron Mendip, of Mendip in the County of Somerset, ist ein erblicher britischer Adelstitel in der Peerage of Great Britain.

## Verleihung und Geschichte des Titels
Der Titel wurde am 13. August 1794 für den ehemaligen Unterhausabgeordneten und Staatsmann Welbore Ellis geschaffen. Da er kinderlos war, wurde ihm der Titel mit dem besonderen Zusatz verliehen, dass dieser in Ermangelung männlicher Nachkommen auch nacheinander an folgende drei Söhne seiner Schwester Anne Agar, geborene Ellis, und deren männliche Nachkommen vererbbar sei:
1. James Agar, 1. Viscount Clifden († 1789);
2. Welbore Ellis Agar († 1805);
3. Charles Agar, später 1. Earl of Normanton († 1809).

Entsprechend fiel der Titel beim Tod des 1. Barons an den ältesten Sohn des obengenannten James Agar, nämlich Henry Agar, 2. Viscount Clifden, der zwei Jahre später den Familiennamen Ellis annahm. Er führte bereits den seinem Vater verliehenen Titel Viscount Clifden, dem die Baronie nachgeordnet war. Beim Tod des 8. Viscounts, 1974, starb dessen Nachkommenlinie aus, daraufhin fiel die Baronie Mendip an einen Verwandten aus der Nachkommenlinie des obengenannten Charles Agar, nämlich Shaun Agar, 6. Earl of Normanton. Die übrigen Titel erloschen. Die Baronie ist seither nachgeordneter des Earl of Normanton.

## Liste der Barone Mendip (1794)
- Welbore Ellis, 1. Baron Mendip (1713–1802)
- Henry Ellis, 2. Viscount Clifden, 2. Baron Mendip (1761–1836)
- Henry Agar-Ellis, 3. Viscount Clifden, 3. Baron Mendip (1825–1866)
- Henry Agar-Ellis, 4. Viscount Clifden, 4. Baron Mendip (1863–1895)
- Leopold Agar-Ellis, 5. Viscount Clifden, 5. Baron Mendip (1829–1899)
- Thomas Agar-Robartes, 6. Viscount Clifden, 6. Baron Mendip (1844–1930)
- Francis Agar-Robartes, 7. Viscount Clifden, 7. Baron Mendip (1883–1966)
- Arthur Agar-Robartes, 8. Viscount Clifden, 8. Baron Mendip (1887–1974)
- Shaun Agar, 6. Earl of Normanton, 9. Baron Mendip (* 1945)

Titelerbe (Heir apparent) ist der Sohn des aktuellen Titelinhabers, James Agar, Viscount Somerton (* 1982).